# Тюльпан Иващенко
Тюльпан Иващенко (лат. Tulipa ivasczenkoae) — вид растений рода Тюльпан (Tulipa) семейства Лилейные (Liliaceae), растущий на каменистых склонах, среди кустарников в низкогорье Чулакских гор (юго-западные отроги Джунгарского Алатау). Эндемик Казахстана.
Вид назван в честь казахстанского флориста Анны Андреевны Иващенко, с 1963 года изучающей дикорастущие луковичные растения Казахстана, в том числе — тюльпаны.

## Ботаническое описание
Луковица яйцевидная, 3—3,5 см шириной, чешуи кожистые, темно-коричневые, изнутри длинно шерстисто опушенные. Опушение более сгущенное у основания и верхушки. Стебель прямой, зелёный, 35—40 см высотой (от поверхности почвы, вместе с цветком), опушенный. Листья в числе 3, направленные вверх, отклоненные, расставленные на 5—6,3 см; нижний на столько же возвышается над поверхностью почвы. Все листья крупные, блестящие, с верхней стороны опушенные, с белесо-красноватым окаймлением по краю, килеватые, постепенно уменьшающиеся кверху, не превышающие цветок. Нижний лист иногда с мелко-курчавым краем, верхний — с двумя килями. Длина нижнего листа 22—22,5 см, ширина 5—9,5 см, верхнего — 13—14 и 2,4—2,8 см соответственно.
Цветок одиночный, листочки околоцветника красные, при основании с жёлтым трехвершинным пятном, почти равные между собой, 4,8—5,1 см длиной, 2,5—2,8 см шириной, обратноовальные, расширенные в верхней трети, внутренние на верхушке тупые, наружные — со слабо заостренным кончиком. Тычинки в 2,5—3 раза короче околоцветника; нити их голые, с треугольным основанием, равномерно суживающиеся кверху, 7—9 мм длиной, жёлтые; пыльники заметно длиннее нитей, 13—14 мм дл., черноватые или темно-фиолетовые; завязь короче тычинок, 15—17 мм длиной и 3—4 мм шириной, с сидячим рыльцем. Плод округло-цилиндрической формы, с хорошо выраженной плодоножкой и с удлиненным носиком, в недозрелом состоянии его длина составляла 4,5 см, ширина — 2,2 см.

### Родство
Вид близок к памиро-алайским эндемикам Tulipa fosteriana W.Irving и Tulipa carinata Vved. От первого хорошо отличается килеватыми листьями, от второго — тупыми или коротко заостренными, а не длинно заостренными листочками околоцветника, более крупными широкими листьями, заметно укорачивающимися кверху, а не почти равными по длине .